# Cerastium mucronatum
Cerastium mucronatum är en nejlikväxtart som beskrevs av Hugh Algernon Weddell. Cerastium mucronatum ingår i släktet arvar, och familjen nejlikväxter. Inga underarter finns listade i Catalogue of Life.